# Sân bay Đằng Ngao An Sơn
Sân bay Đằng Ngao An Sơn là một sân bay tại tỉnh Liêu Ninh, đông bắc Trung Quốc.
Sân bay này cũng là một căn cứ không quân. 
Các chuyến bay thương mại bắt đầu vào năm 1987, chấm dứt vào năm 2002, và được nối lại vào tháng 4 năm 2011 với một tuyến bay duy nhất đến Bắc Kinh. Tính đến tháng 2 năm 2014 có tuyến bay với cả Bắc Kinh và Thượng Hải với mỗi nơi một chuyến/ngày.